# Латвийская академия художеств
Латвийская академия художеств (латыш. Latvijas Mākslas akadēmija) — государственное высшее учебное заведение Латвии. Основана в 1919 году по инициативе одного из первых латышских профессиональных художников, академика Вильгельма Пурвитиса (1872—1945), ставшего первым ректором учебного заведения.
Здание, где находится академия, построено в 1902-1904 годах по проекту архитектора В. Бокслафа для Рижского коммерческого училища.

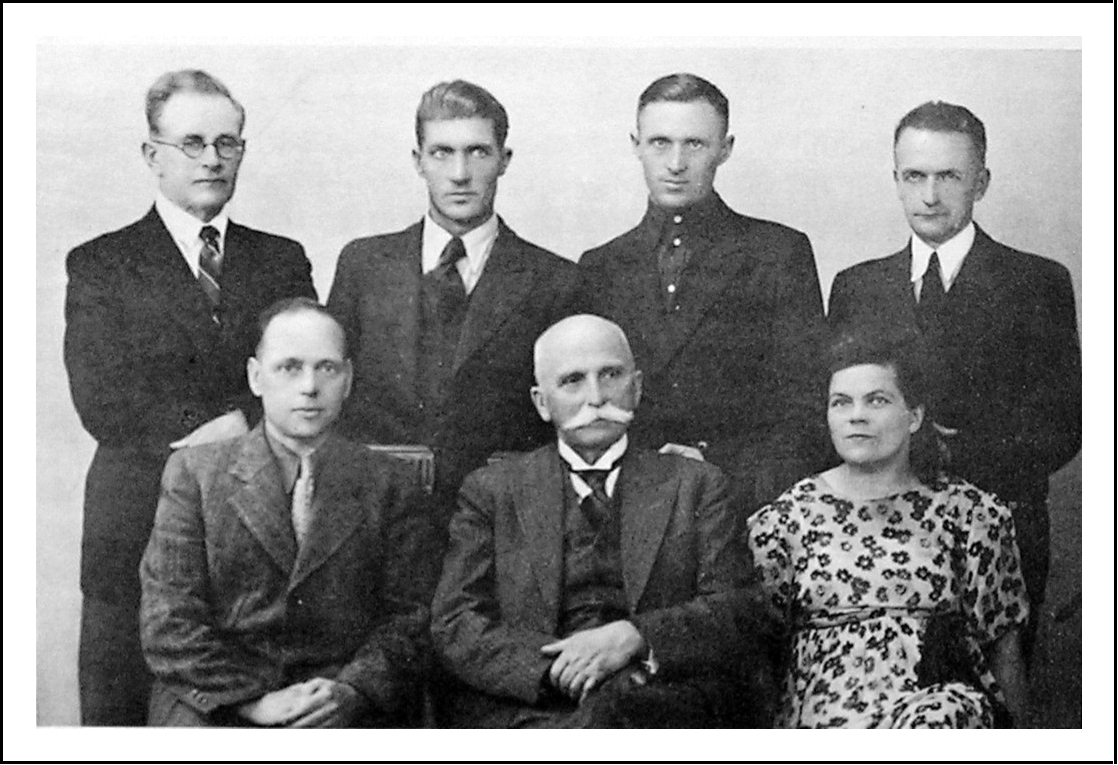
В. Пурвитис (в центре) с выпускниками Латвийской академии художеств, 1942 год.

Академия даёт высшее образование в сфере изобразительного искусства со степенями: бакалавр гуманитарных наук, магистр гуманитарных наук и доктор искусствоведения. Преподавание в академии все годы существования, включая советский период, велось только на латышском языке.
Ректор — профессор Кристапс Зариньш.

## История
Идея создания академии появилась в 1909 году, когда академик живописи Вильгельм Пурвитис возглавил Рижскую немецкую школу искусств и предложил преобразовать Рижское коммерческое училище в Академию художеств. Его патроны в Петербурге не возражали, однако с началом Первой мировой войны эти планы были отложены.
Академия (Мастерская пролетарского искусства) была основана в 1919 году решением народного комиссариата по образованию Латвийской социалистической советской республики, опубликованным 4 мая 1919 года в большевистской газете «Cīņa». Мастерской передали здание коммерческого училища. Однако после освобождения Риги от большевиков Биржевой комитет восстановил права на здание. 20 августа 1919 года Кабинет министров Временного правительства принял решение об учреждении Латвийской академии художеств, куда в качестве преподавателей были приглашены В.Пурвитис, Т.Залькалнс, Я.Тилбергс, Р.Зариньш, В.Тоне и другие мастера.
Официальное открытие академии состоялось 12 октября 1921 года, когда начали работу 7 мастерских в здании на ул.Гоголя в Риге. Первая Конституция вуза была принята Сеймом 7 февраля 1924 года, после чего ее провозгласил президент Янис Чаксте.

## Наименования
После присоединения Латвии к СССР вуз назывался Государственной академией художеств, а с октября 1944 года его стали называть Государственной академией художеств Латвийской ССР. До марта 1946 года она подчинялась Совету по делам искусства Совета народных комиссаров Латвийской ССР, затем до 1952 года Совету по делам искусств Совета министров Латвийской ССР, до сентября 1959-го—Министерству культуры Латвийской ССР. До июня 1961 года она перешла в подчинение Государственного комитета по высшему и среднему специальному образованию Совмина Латвийской ССР, а затем вернулась в ведение Минкульта.
В 1973 году вузу было присвоено имя Теодора Залькална.
Решением Совета министров в 1988 году вузу возвращено историческое название—Латвийская академия художеств. Это единственный вуз в Латвии, где обучение проводится только за бюджетные средства.
Рывок в развитии академии был связан с деятельностью ректора Алексея Наумова (2007-2017), когда вуз получил международное признание. Наумов привлёк к сотрудничеству Фонд Инары и Бориса Тетеревых, который в 2011 году учредил Премию года Латвийской Aкадемии художеств (лауреаты — художник Джемма Скулме, искусствовед Лайма Слава, художник Янис Авотиньш). В 2012 году в рамках программы по совершенству высшего образования при поддержке фонда разработан план стратегических действий Академии художеств.
Были установлены партнёрские связи со 150 учебными заведениями за рубежом,  по программе Erasmus академия и ежегодно направляет учиться за границу и принимает у себя по 40 студентов. В 2012 году академия при помощи финансирования из европейских фондов получила новый корпус, в который был преобразован старый гараж во дворе исторического здания на бульв. Калпака. При помощи Департамента имущества Рижской думы была начата реконструкция предоставленного академии здания на ул. Авоту, предназначенного для кафедры скульптуры и кафедры дизайна металлоконструкций.

## Ректоры
- Вильгельм Пурвитис (1921—1934)
- Отто Скулме (1940—1941, 1944—1961)
- Лео Свемпс (1961—1974)
- Эдгар Илтнерс  (1974—1976)
- Валдис Дишлерс (1976—1987)
- Индулис Зариньш (1988—1997)
- Янис Андрис Осис[6] (1997—2007)
- Алексей Наумов (2007—2017)
- Кристап Зариньш (с 2017)

## Известные педагоги
- Пётр Феддерс (проректор 1921—1935)
- Янис Куга (ректор, 1934—1940, 1941—1944)
- Карлис Миесниекс
- Борис Виппер (1924—1930-е)
- Георгий Круглов (в 1944—1974 руководитель отделения декоративно-прикладного искусства)
- Айгарс Бикше (заведующий отделением пластического искусства в 2006—2017, депутат парламента)
- Игорь Васильев (профессор кафедры скульптуры)
- Владимир Козин (заведующий кафедрой живописи и композиции (1953—1989), доцент (1953), профессор (1963))

## Известные выпускники
- Карлис Янсонс (1925)
- Карлис Земдега (1927)
- Александра Бриеде (1931)
- Адольф Ирбитис (1934) -- основоположник латвийского дизайна, разработчик радиоаппаратуры
- Леон Томашицкий
- Оттомар Немме
- Янис Зариньш (1942)
- Карлис Бауманис (1947)
- Янис Бректе (1948)
- Леа Давыдова-Медене (1949)
- Лаймонис Блумбергс (1950)
- Айвар Гулбис (1959)
- Таливалдис Гаумигс (1961)
- Янис Андрис Осис (1971)
- Роберт Динерс (2004)
- Хелена Демакова (2007)
- Дайна Скадмане (2013)